# Сидр
Сидр (фр. cidre, устаревшее и в просторечье — буза) — слабоалкогольный напиток, получаемый посредством брожения яблочного, реже грушевого или айвового сока с помощью добавления культивированных дрожжей или натуральным способом. Грушевый сидр называется перри.
На современном рынке преобладает (в России — более 90 %) шампанизированный (газированный) сидр крепостью 5—8 %, получаемый из концентрированного сока и напоминающий своим видом и основными характеристиками игристое вино. Основные производители такого напитка — крупные пивоваренные компании. Лишь малую долю рынка занимает традиционный сидр из плодов, который не проходит стадию концентрата.

## Производство и характеристики
Обычные яблоки, употребляемые в пищу, не подходят для производства традиционного сидра из-за низкого содержания танина, предпочтительны особые сорта (сидровые яблоки), выведенные специально для этой цели. В Великобритании и ряде других стран законодательно определена минимальная доля яблочного сока, который должен использоваться при приготовлении сидра (чаще всего — 50 %). Использование столовых или десертных яблок в производстве сидра допускается, хотя это и влияет на вкусовые качества конечного продукта.
Крепость напитка, как правило, — от 1 до 8 об. %. По содержанию сахара разнится от сухого до сладкого. Обладает большим разнообразием оттенков: можно встретить сидр прозрачный, золотистый, зеленоватый, янтарный, буроватый. При слабой степени фильтрации традиционный сидр может быть мутным из-за осадка.
Сидры, в зависимости от концентрации сахаров, подразделяют на сухие (получаемые полным сбраживанием плодового сусла) и на полусухие, полусладкие и сладкие (получаемые полным сбраживанием плодового сусла с последующим добавлением сахара или концентрированного сока). Сидры могут быть газированными, ароматизированными, «тихими» (не насыщенными двуокисью углерода).
Для изготовления качественного сидра редко используют только один сорт яблок, за исключением некоторых остро-горьких сортов. При традиционной технологии производства сидра часто не требуется добавление дрожжей, так как при повышении температуры хранения сока процесс брожения начинается самостоятельно.
В отличие от традиционного сидра, газированный напиток массового сегмента получают из плодов практически любого сорта с обязательным добавлением сахара. Потребители этих двух напитков совпадают редко.

## История
Изобретение сидра в старину приписывали Карлу Великому (VIII—IX вв.), который якобы однажды сел на мешок перезревших яблок, отчего те раздавились, и в результате получился сидр. Однако хмельной напиток из яблок упоминается ещё Плинием. Также сведения о напитке содержатся в «Капитулярии о поместьях» — инструкции времён Карла Великого, созданной около 800 года по управлению королевскими поместьями. Известно, что начиная с XII века он часто фигурирует в источниках, относящимся к Нормандии — центру его производства, а с XIII века его отправляют на продажу в Англию.
В Средние века сидр считался национальным напитком басков. Ещё в 1189 году в Лабурдане были утверждены правила выращивания яблок. Первым государством, регламентировавшим производство сидра, было королевство Наварра. В конце XIV века сидр был самым популярным напитком Наварры и значительно превосходил в популярности пиво. Лишь в правление Людовика XII наваррский дворянин Гийом Дюрсю перенёс технологию производства сидра с берегов Бискайского залива в Нормандию. Сорты баскских культурных яблонь получили распространение во Франции с XVI века.
Традиционно сидр считался сезонным напитком, непригодным к длительному хранению. Его употребляли осенью, тогда же во многих европейских странах проходили праздники сидра. В дни зимнего солнцестояния в средневековой Англии варили подобие глинтвейна — горячий сидр с пряностями, именуемый восэйл (англ. wassail). Употребляли его в период от рождественского сочельника до двенадцатой ночи. Чтобы обеспечить хороший урожай сидровых яблок в наступающем году, прибегали к симпатической магии: напиток разбрызгивали на ветки яблонь и поливали им корни деревьев; иногда на ветках оставляли вымоченные в нём корки хлеба.
Для отжима сока из яблок в старину использовались яблокодробилка с конной тягой и специальный пресс для сидра. Энтузиасты сидра утверждают, что во французских провинциях XIX века среди слабоалкогольных напитков сидр уступал по популярности только вину, но в продолжение XX века уступил пальму первенства пиву (отчасти по причине непродолжительного срока хранения яблочного напитка). Александр Гримо де ла Реньер (1758—1837) в «Альманахе гурманов» писал:
Сидр — напиток, любимый женщинами и детьми; впрочем, и для мужчин возможность запить жареные лионские каштаны чистым, старинным, отборным сидром — удовольствие не из последних, особенно если дело происходит в начале долгого зимнего вечера, подле пылающего камина, в присутствии хорошеньких собеседниц. Однако такой полдник уместен лишь в те дни, когда завтрак состоял из одних устриц.
На Руси напиток, аналогичный сидру, назывался яблочным квасом.

## География
Наиболее качественные сидры производят на севере Франции, в регионах Нормандия и Бретань. Нормандский сидр используется ещё и как сырьё для производства (путём перегонки и настаивания) крепкого алкогольного напитка — кальвадоса.
В средней долине Рейна и Гессене терпкий, кисловатый сидр известен под названием яблочного вина (нем. Apfelwein). Во Франкфурте ежегодно в начале осени проходит фестиваль сидра — Apfelweinfest.
Страна Басков и Астурия считают себя родиной сидра; в этих областях сидр принято наливать в бокал из бутылки с высоты 60—80 см. Несмотря на это, наибольшее потребление сидра на душу населения зафиксировано в Англии, особенно в западной её части.
В странах Восточной Европы сидр гораздо менее популярен, чем на западе континента. Так, в Польше сидр занимает всего 1 % рынка алкоголя, хотя доля его растёт. В России ежегодно производится 5-6 млн дал сидра и пуаре (тогда как годовое потребление пива и пивных напитков приближается к 700 млн дал).
В Северной Америке сидром («мягким сидром) обычно называют безалкогольный напиток — вид яблочного сока.